# Cylindrophis aruensis
Espèce
Cylindrophis aruensis est une espèce de serpents de la famille des Cylindrophiidae.

## Répartition
Cette espèce est endémique des îles Aru dans les Moluques en Indonésie.

## Description
L'holotype de Cylindrophis aruensis mesure 170 mm dont 0 mm pour la queue.

## Étymologie
Son nom d'espèce, composé de aru et du suffixe latin -ensis, « qui vit dans, qui habite », lui a été donné en référence au lieu de sa découverte.

## Publication originale
- Boulenger, 1920 : Descriptions of four new snakes in the collection of the British Museum. Annals and Magazine of Natural History, ser. 9, vol. 6, n. 31, p. 108-111 (texte intégral).